# Pierre Gonzalez de Gaspard
Pierre Gonzalez de Gaspard, né le 14 janvier 1928 à Paris 14e et mort le 2 août 2014 à Paris 15e, est un avocat pénaliste français.

## Biographie

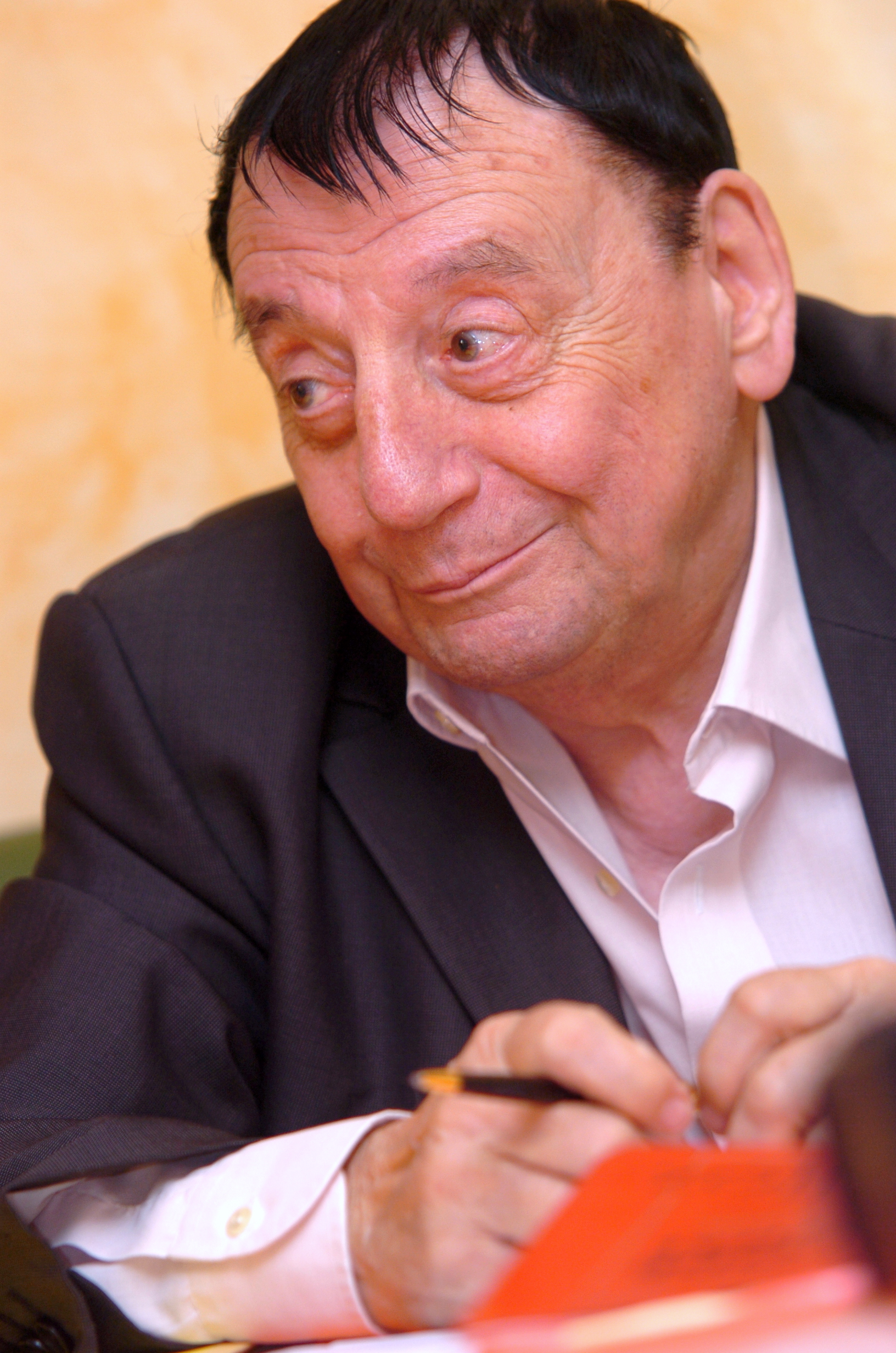
Pierre Gonzalez de Gaspard, le 30 juin 2008 à Paris.

Ancien élève du Lycée Pasteur à Neuilly-sur-Seine, il s'inscrit à l'âge de 24 ans au Barreau de Paris le 17 novembre 1952.
Il commencera son apprentissage du métier d'avocat chez un avoué de première instance puis comme collaborateur de son confrère, Jean-Marie Petit, ancien Vice-Président de l'Union des jeunes avocats de Paris (1933-1934) et frère du colonel Henri Romans-Petit.
Il sera lui-même élu Président de l'Union des jeunes avocats de Paris pour la mandature 1962-1963. Sous son impulsion, le syndicat fera à nouveau paraître un bulletin périodique intitulé Jeunes avocats.
Membre du PSU puis du Parti socialiste, il sera dans les années 1960 l'un des avocats de la MNEF.
En tant qu'avocat pénaliste, il milite dès le début des années 1960 pour une "immunité de la défense" et s'engage résolument avant l'élection de François Mitterrand pour l'abolition de la peine de mort en France.
A la fin des années 1980, il intervient dans l’affaire des disparus de Mourmelon, en tant qu’avocat de Pierre Chanal. De même, il assurera la défense de Francis Heaulme, dont il obtiendra en 1997 l'unique acquittement devant la Cour d'assises de la Dordogne.
Il participe à la défense de Patrice Padé, un routier accusé à tort du crime de Caroline Dickinson. La presse retiendra cette affaire comme celle de la première personne innocentée grâce aux tests ADN.
En 1996, il sera à l'origine de l'ouverture d'une information judiciaire dans l'affaire des « disparues de l’Yonne », victimes d'Émile Louis et sera considéré comme l'avocat ayant permis de sauver cette affaire de l'oubli.
En décembre 2007, il assistera au Cameroun le Colonel Édouard Etonde Ekoto, ancien saint-cyrien et ancien Président du Conseil d'administration du Port autonome de Douala, poursuivi pour détournement de fonds publics.
Il assurera également la défense de Frédéric Rabiller, jeune militant ayant créé de toutes pièces un prétendu « Front national anti-radars », obtenant l’abandon des charges de terrorisme.
Enfin, il a été l'avocat des parents de Marie-Angèle Domèce, victime de Michel Fourniret.
Pierre Gonzalez de Gaspard est mort le 2 août 2014, à l'âge de 86 ans, dans une clinique parisienne des suites d’un cancer.
Il est inhumé au cimetière de Grenelle (division 7).

## Publications
Pierre Gonzalez de Gaspard a écrit une pièce de théâtre intitulée Les Couleurs du papillon, qui fut jouée au Festival d’Avignon.
Il est aussi l’auteur d’un ouvrage philosophique L'Instant, où il développe la théorie de la seule existence, dans ce monde, des faits instantanés, suivant en cela un autre philosophe, Ludwig Wittgenstein.